# Benjamin Flores (pugilista)
Nota: se procura o jornalista brasileiro, consulte Benjamin Flores (jornalista).
Benjamin Flores (Morelia, Michoacan, 24 de maio de 1984 – Dallas, Texas, 5 de maio de 2009) foi um pugilista mexicano.

## Biografia
Venceu 19 lutas (6 por nocaute) e perdeu 4 (2 por nocaute). Seu apelido era "El Michoacano". Sua categoria era super galo.
Morreu 5 dias após lutar contra Al Seeger no Hilton Anatole Hotel. No oitavo assalto Flores caiu inconsciente, segundo testemunha, e foi levado para o Parkland Hospital. A última vez que um lutador havia morrido em combate no Texas havia sido em 1997 quando Ray Hernandez faleceu em San Marcos.